# Faja (indumentaria)

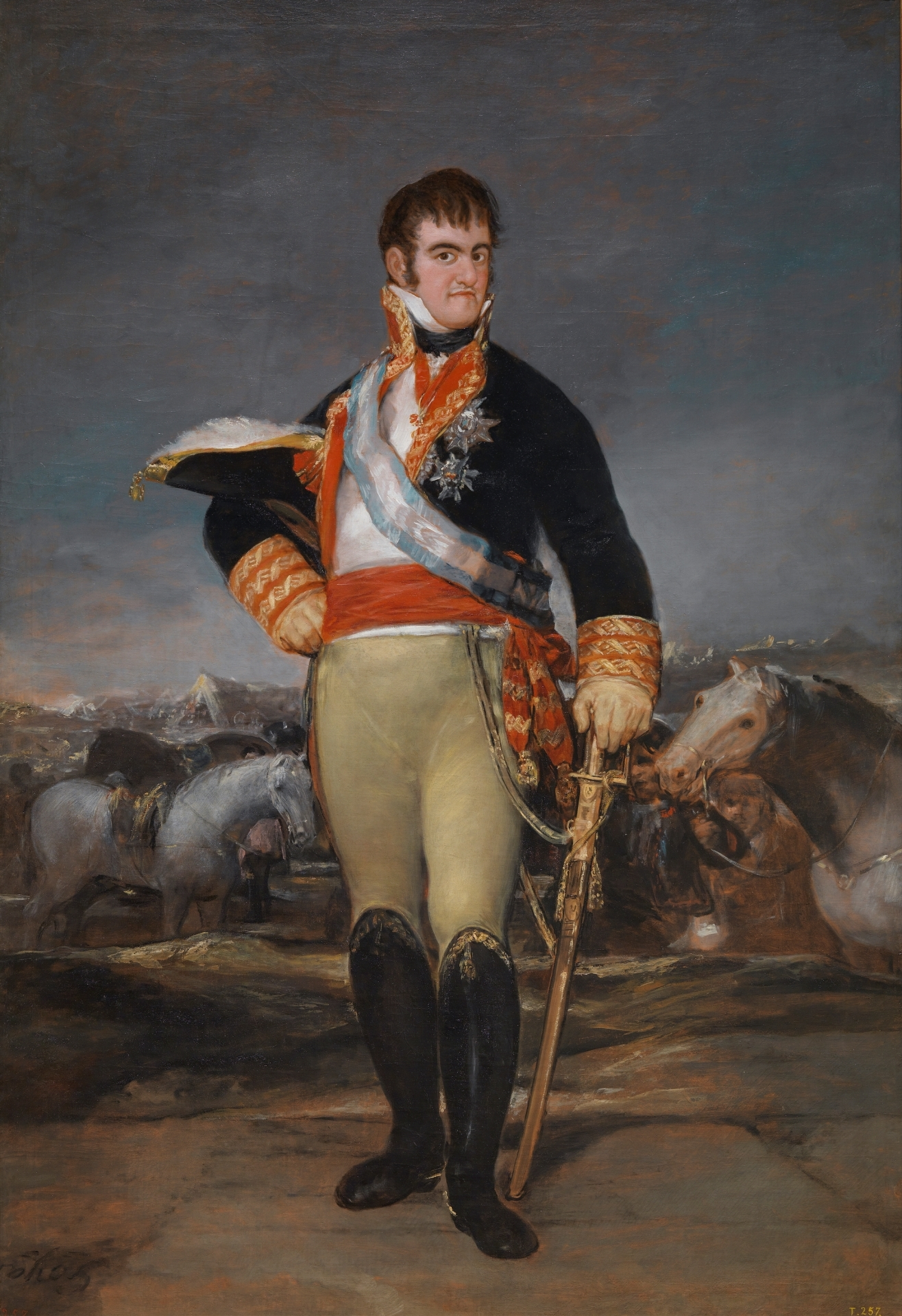
Fernando VII con faja.

Se denomina faja o fajín (del aragonés, faxa, y este del latín, fascĭa) a una pieza de tela larga y estrecha, especie de cinta o banda con que a modo ornamental se ciñe y rodea el cuerpo, por la cintura, dándole varias vueltas.  
En concreto, la faja constituye el distintivo principal de los generales desde mariscal de campo en adelante. Es una especie de ceñidor de seda que adorna la cintura que solía rematar en borlas de oro con presilla del mismo material. 
Antiguamente, se solía llevar también sin borlas, sobrepuesta o no a la parte inferior del chaleco, cuando iban de paisano.

## Uso en la indumentaria tradicional
La faja es una pieza de indumentaria que se caracteriza por ser mucho más larga que ancha y por su resistencia. Sirve para ceñir el cuerpo por la cintura, rodeando esta y dándole diferentes vueltas. La faja roja formaba parte de la indumentaria tradicional catalana. Hoy está presente en muchas danzas tradicionales de las fiestas mayores. Es un elemento típico de la vestimenta tradicional española, formando parte del traje tradicional baturro, valenciano, huertano, vasco, gallego, canario, asturiano, manchego o murciano.

### Diferentes utilidades en el folclore catalán
- Castellers: Pieza fundamental del vestuario casteller. De color negro y de largo y ancho variables según edad, altura y peso de quien la lleva. Enrollada a la altura de los riñones y tiene una doble función, proteger la zona lumbar de los esfuerzos que recibe por las cargas y los movimientos de la estructura, y como uno de los puntos de apoyo para que los castellers puedan hacer las maniobras de subida y bajada del castillo.
- Sardanistas: Pieza opcional del vestuario sardanista masculino. De un color determinado en función del grupo; de longitud y anchura variables según edad, altura y peso de quien la lleva y en algunas ocasiones con dibujos o letras iniciales representativas del grupo. Menos ancha que la faja de los castellers. Enrolla a la altura de los riñones, tiene una función estética y a la vez sirve para proteger la zona lumbar de los esfuerzos hechos mientras se bailan sardanas a nivel competitivo.
- Falcons: Pieza fundamental de los falcons ya que el color de esta diferencia los grupos entre sí. Enrollada por la cintura sirve también para proteger la zona lumbar de los esfuerzos realizados durante la realización de las diversas figuras.

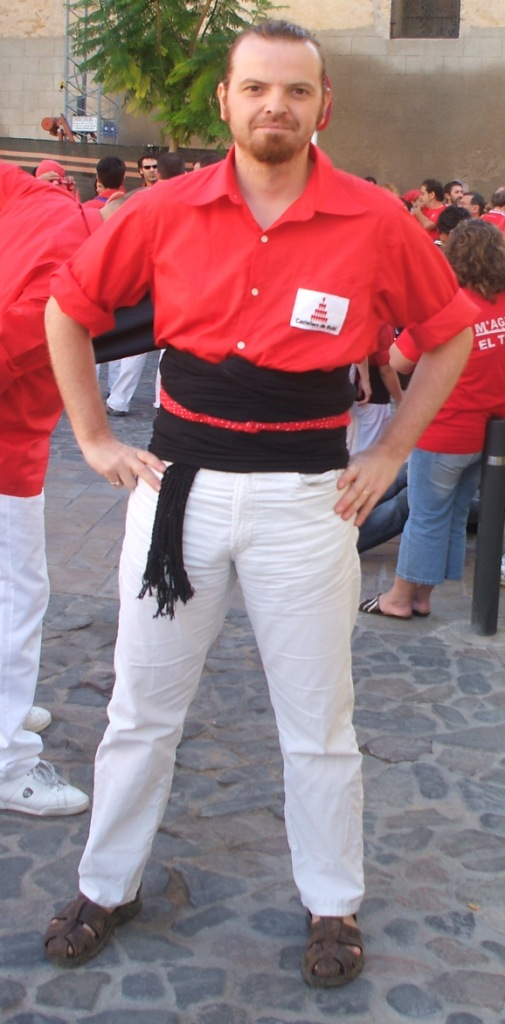
Casteller con cinta
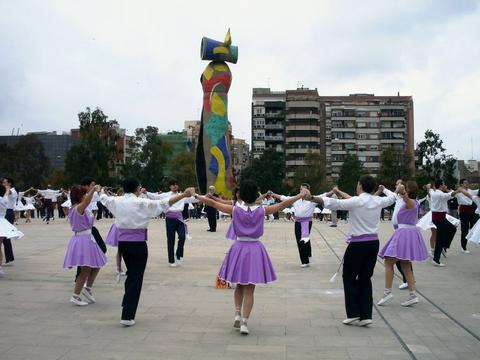
Sardaners con cinta
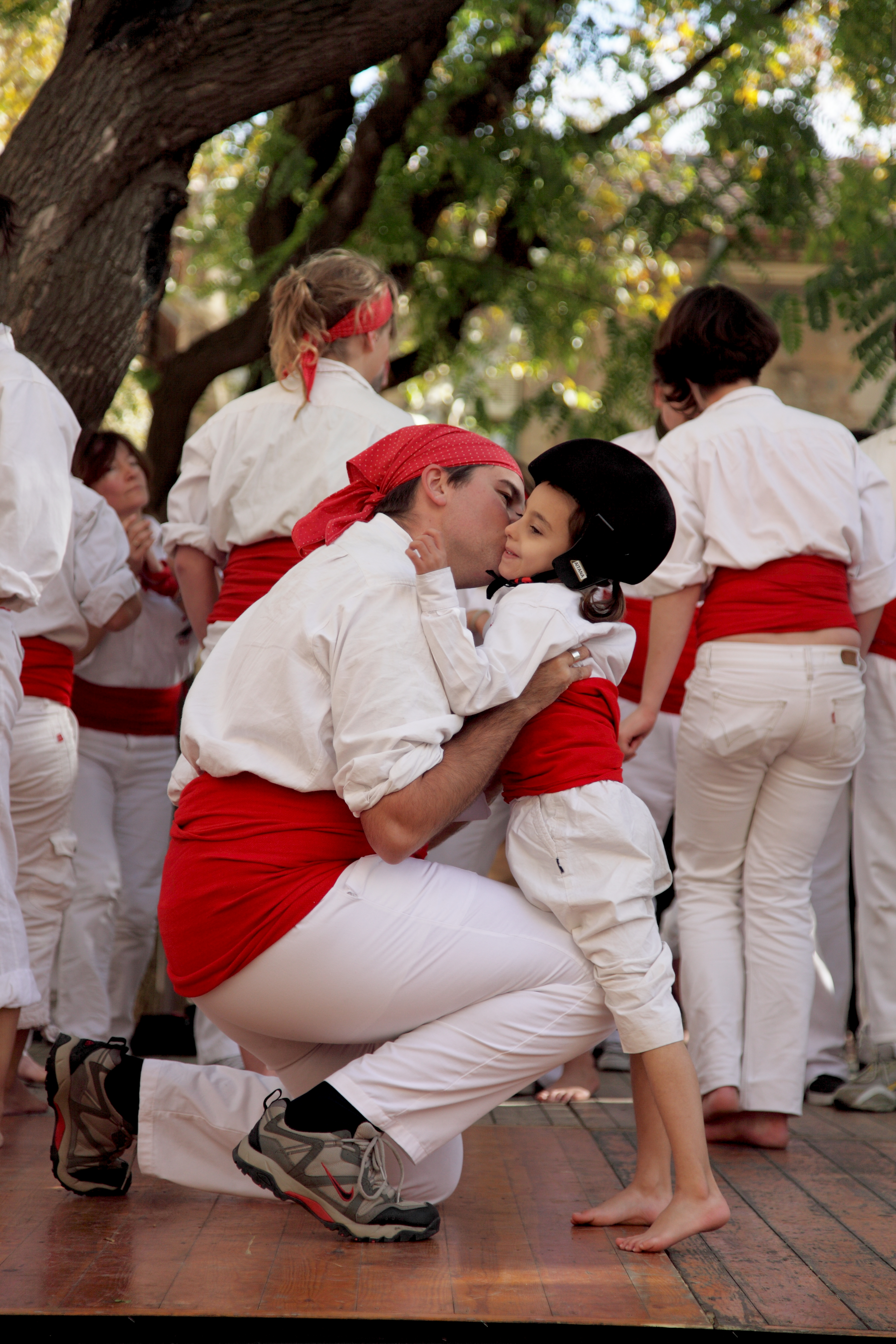
Falcons

### Uso levantino
Además de formar parte del traje tradicional de diferentes regiones del levante peninsular, también tiene un importante papel en las fiestas de Moros y Cristianos donde es característico de la indumentaria de los trajes tradicionales de moro, basado en el traje "a la turca" de inspiración mameluca tras la Guerra de Independencia española. En el bando cristiano también es típico de las comparsas y agrupaciones de maseros o contrabandistas.